# Historia Hiszpanii

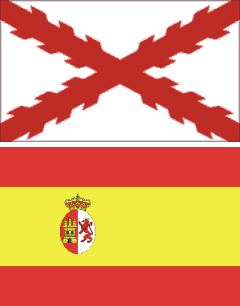
Flagi Hiszpanii cesarskiej

W przeszłości tereny dzisiejszej Hiszpanii były podbijane przez wiele państw. W starożytności jej tereny zamieszkiwały ludy pochodzenia iberyjskiego, a później także celtyckiego (tzw. Celtyberowie). Następnie Hiszpania stanowiła część imperium rzymskiego. Po okresie panowania Rzymian została podbita przez plemiona Wandalów i Wizygotów. Następnie została najechana przez ludy islamskie. Ich wypędzenie zapoczątkował pierwszy król Asturii. Po okresie rekonkwisty Hiszpania na dwa stulecia dostała się pod panowanie Habsburgów, tworząc wówczas globalne imperium, w 1700 przeszła pod panowanie Burbonów. W okresie wojen napoleońskich stanowiła ważną część koalicji antyfrancuskiej. W 1939 stała się republiką autorytarną rządzoną przez Francisco Franco. Od czasu śmierci Franco i demontażu reżimu frankistowskiego jest monarchią parlamentarną.

## Okres przedhistoryczny na Półwyspie Iberyjskim

### Epoka kamienia

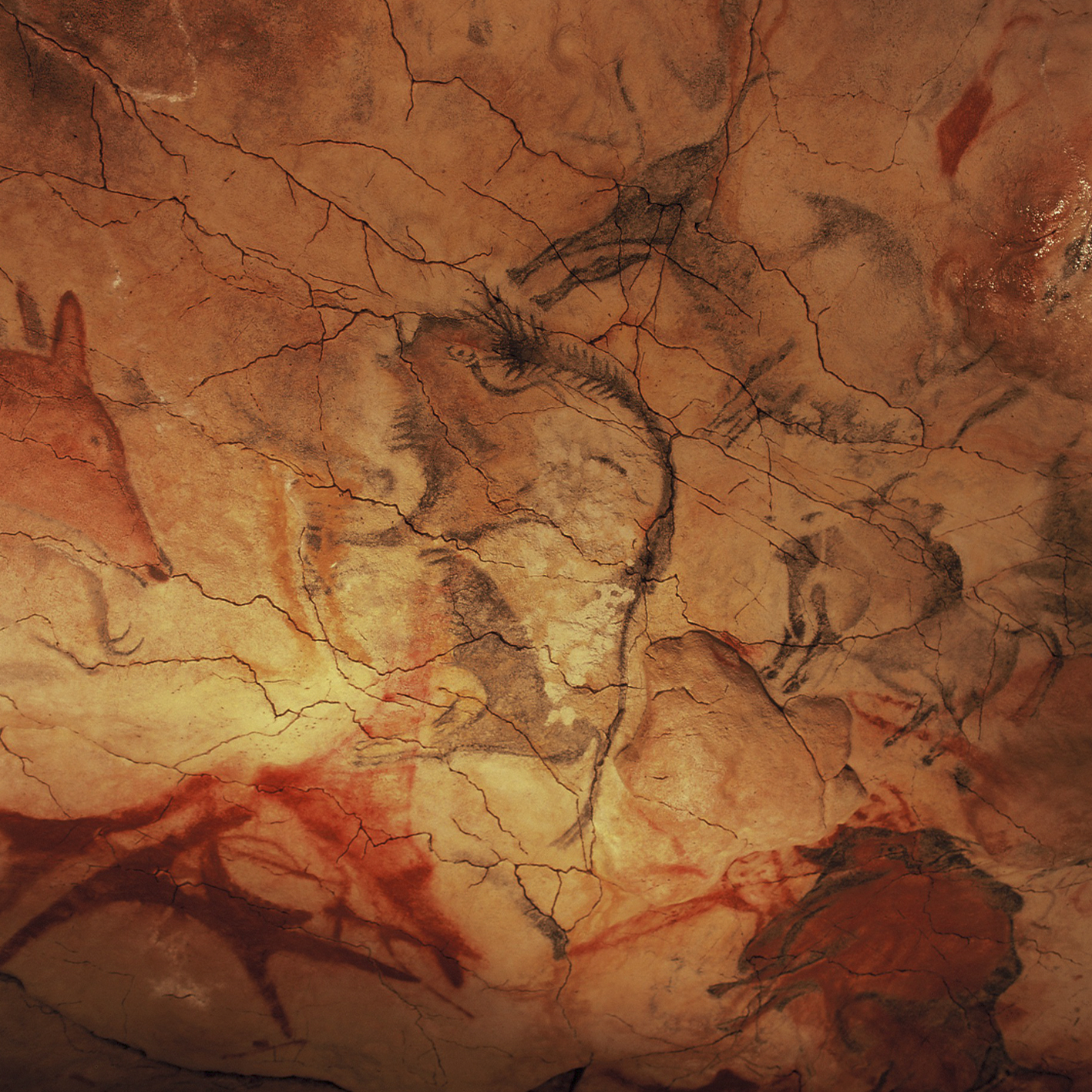
Malowidła z Jaskini Altamira na terenie współczesnej Kantabrii

Najstarsze szczątki ludzkie na Półwyspie Iberyjskim pochodzą z epoki kamienia. Są datowane na 780 tys. lat p.n.e. i noszą nazwę homo antecessor. Znaleziono również narzędzia świadczące o afrykańskim pochodzeniu. Na półwyspie iberyjskim znaleziono datowane na 100-35 tysięcy lat p.n.e. szczątki neandertalczyków. Ich zwyczaje wskazują na wiarę w życie pozagrobowe. Około 40 tysięcy lat p.n.e. pojawił się zbliżony do współczesnego homo sapiens z Cro-Magnon. Pozostawili po sobie malarstwo jaskiniowe.

### Epoka neolityczna
Okres rewolucji neolitycznej na Półwyspie iberyjskim przypada na okres od 5500 do 2500 p.n.e. Zamieszkujący półwysep zaczęli prowadzić osiadły tryb życia. Myślistwo i zbieractwo zostało zastąpione przez uprawę roli i hodowlę. Okres ten dzieli się na cardial i sepulcros de fosa.

### Epoka miedzi
Technika sporządzania wyrobów z miedzi przyszła na tereny Półwyspu Iberyjskiego z Bliskiego Wschodu. W pierwszym okresie od 2500 do 1700 r. p.n.e. używano również narzędzi z kamienia. W epoce miedzi rozwinęło się budownictwo megalityczne grobowe i sakralne. Budowano również osady na terenach górskich, które były łatwe do obrony lub otaczano miasta murem.

#### Epoka brązu[4]
Epoka brązu na Półwyspie Iberyjskim trwała od 1700–1300 r. p.n.e. i spowodowała zmiany społeczne. Były one wynikiem powszechnego stosowania narzędzi ze stopu miedzi oraz cyny. Pojawiła się kultura El Argar. Około 1300 r. p.n.e. na terenach Galicji pojawiły się zespoły obronne castros. Na wyspach balearskich pojawiały się natomiast budowle zwane talayos i zbiorowe mogiły o kształtach odwróconego statku.

### Epoka żelaza
Pomiędzy 1200–700 r. p.n.e. na Półwysep Iberyjski przybyli pierwsi indoeuropejczycy. Migracja indoeuropejska przyniosła groby kurhanowe. W epoce żelaza na Półwysep przybywali Fenicjanie i Grecy. Rozprzestrzenienie się żelaza związane jest z obydwoma procesami.

## Okres przedrzymski

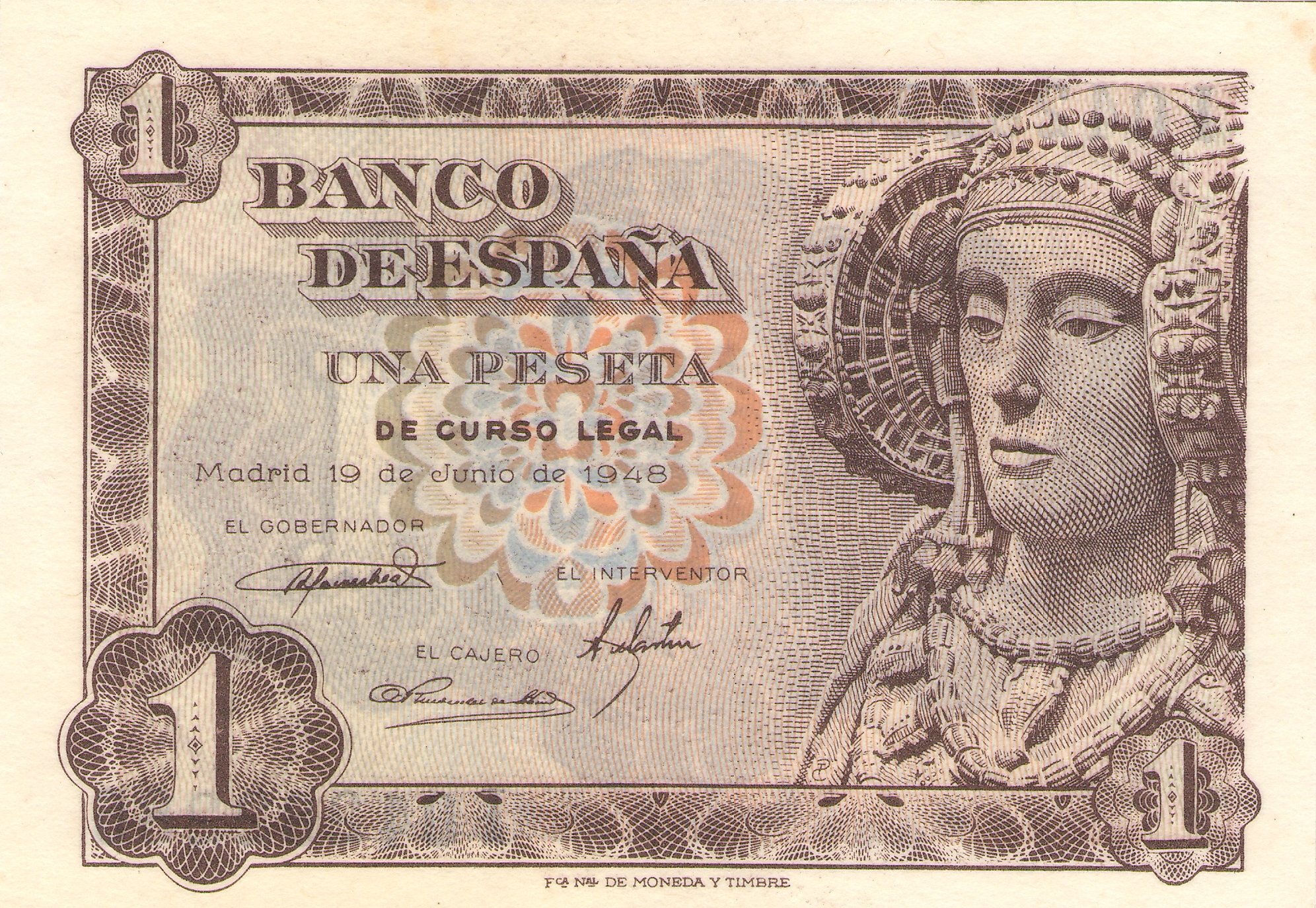
La Dama de Elche na banknocie hiszpańskim z 1948

Przed inwazją rzymską Półwysep Iberyjski zamieszkiwały ludy pochodzenia celtyckiego, iberyjskiego i „mieszane” – Celtyberowie. Kultura Iberów była pod wyraźnym wpływem kultur kolonizatorskich (Greków, Fenicjan, Kartagińczyków), kultura Celtów była bardziej zbliżona do świata indoeuropejskiego, natomiast Celtyberowie łączyli oba te kierunki. W zachodniej części płaskowyżu (tzw. Mesety) osiedlił się lud Wettonów – znanych z verracos – rzeźb z motywami zwierzęcymi. Na terenie dzisiejszej Portugalii osiedlili się Luzytanie – głównie hodowcy i górnicy. Środkowe dorzecze rzeki Duero zamieszkiwali Wakceowie – lud typowo rolniczy. Północ, a w szczególności północny zachód półwyspu zamieszkiwali Gallekowie – twórcy wielu grodów, grodzisk – tzw. castro – otoczonych często kilkoma murami, z domostwami wznoszonymi na planie koła i ze stożkowymi dachami ze słomy. Gallekowie utrzymywali się z hodowli zwierząt, ew. połowu ryb i owoców morza. Byli też wspaniałymi złotnikami. Wzdłuż Gór Kantabryjskich zamieszkiwali m.in. Asturowie, Kantabrowie, Baskowie. W III w. p.n.e. Kartagina najechała południową część półwyspu oraz zapoczątkowała tam budowę nowego imperium kartagińskiego, ze stolicą w Nowej Kartaginie. Jednak jako następstwo ogromnej klęski w drugiej wojnie punickiej utraciła wszystkie nieafrykańskie posiadłości na rzecz Rzymian.

## Hiszpania rzymska

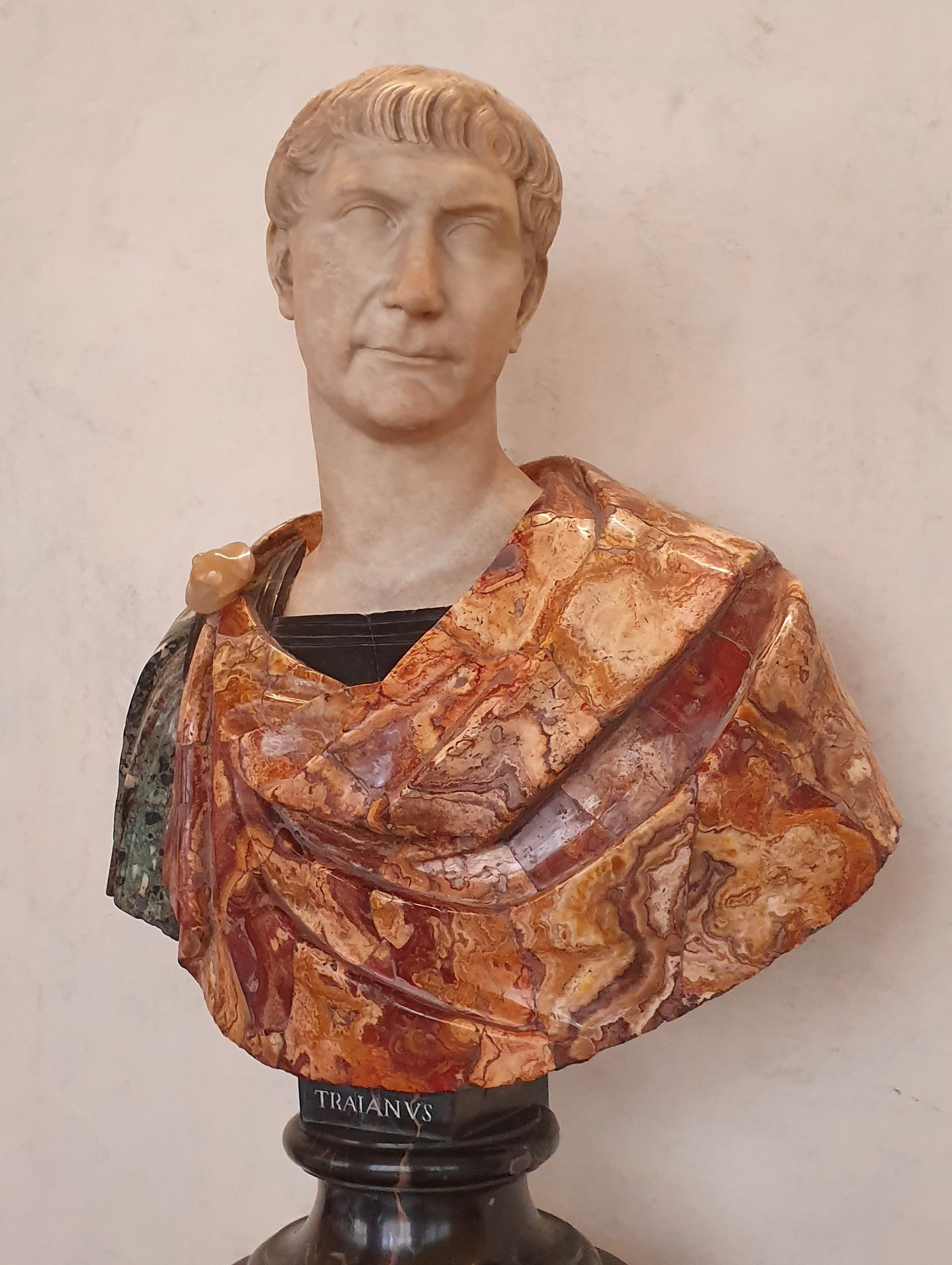
Urodzony na terenie, założonej przez Scypiona Afrykańskiego, rzymskiej kolonii w południowej Hiszpanii cesarz rzymski Trajan

Rzymskie zainteresowanie terenami Półwyspu zrodziło się głównie z trwającej rywalizacji z Kartaginą, która po przegranej w pierwszej wojnie punickiej skierowała się na niezajęty jeszcze przez Rzym Półwysep Iberyjski. Niedługo potem wybuchła druga wojna punicka, z której zwycięsko wyszedł Rzym, odbierając Kartaginie wszystkie terytoria pozaafrykańskie. W roku 197 p.n.e. utworzono rzymskim zwyczajem dwie prowincje – Citerior (czyli Hiszpanię Bliższą) oraz Ulterior – Hiszpanię Dalszą. Do tłumienia powstań w nowo powstałych prowincjach przysłano dwa lata później Marka Porcjusza Katona. W I w. p.n.e. Hiszpania stała się areną walk politycznych pomiędzy Cezarem i Pompejuszem (i jego synami).
Po śmierci Cezara w 44 p.n.e. władzę objął August, któremu udało się pokonać plemiona północne. Następnie – przez wieki – trwał proces powolnej, acz wyraźnej romanizacji oraz charakterystycznego dla społeczeństwa rzymskiego podziału społeczeństwa na ludzi wolnych i niewolników. Pod koniec II wieku zaczęły się – tak jak w całym Cesarstwie – kłopoty wszelakiego rodzaju: ekonomiczne, społeczne, militarne i polityczne. Najwyraźniejszym symptomem kryzysu był spadek zaludnienia, na co skarży się św. Cyprian: „brakuje rolników w polu, marynarzy na morzu, żołnierzy w obozach”. Jedną z przyczyn były zarazy, inną najazdy plemion germańskich. Postępował kryzys miast i zwiększenie roli dużych majątków ziemskich.

## Państwo Wizygotów

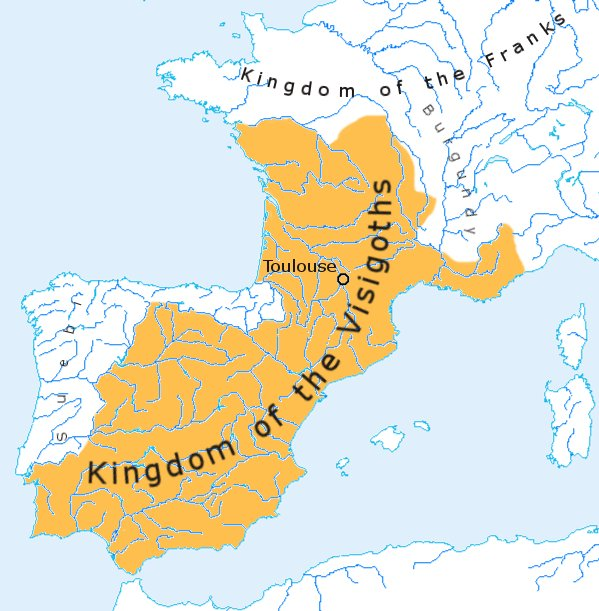
Królestwo Wizygotów w 500 roku

W roku 409 Pireneje przekroczyły plemiona Swebów, Wandalów-Silingów, Wandalów-Hasdingów oraz Alanów (lud pochodzenia azjatyckiego). Na podstawie paktów między sobą i – prawdopodobnie – Rzymem, plemiona te grabiły Hiszpanię i dzieliły się terytoriami. W 416 roku na Półwysep dotarli Wizygoci, najprawdopodobniej skierowani tam przez Rzymian, którzy chcieli pozbyć się wrogich plemion germańskich. Jednak już dwa lata później Wizygoci objęli południową Galię i utworzyli królestwo Tuluzy. W roku 429 król Wandalów Genzeryk został wypędzony wraz ze swoim ludem do północnej Afryki. Od tego czasu Wizygoci rządzili prawie całym Półwyspem z wyjątkiem państwa Swebów oraz Kraju Basków. W 507 roku, po bitwie z Frankami pod Voille, na skutek której Wizygoci utracili Akwitanię, zaczęli napływać wielką falą do Hiszpanii. Do roku 526 Wizygoci zjednoczeni byli z Ostrogotami pod Teodorykiem Wielkim, rządzącym z Rawenny. Stolicę przeniesiono do Barcelony, a po krótkim czasie do Toledo. Następne lata wypełniają walki zewnętrzne i wojny z Bizancjum, które dokonało inwazji na południową część królestwa. Zostali poproszeni o interwencję podczas walk dynastycznych Wizygotów, jednak później zostali, mając nadzieję na „Rekonkwistę” terenów byłego Zachodniego Cesarstwa. Po 600 roku następuje powolny rozpad Królestwa Wizygotów. Stagnacja, wewnętrzne walki i spiski doprowadzają do stopniowego osłabienia autorytetu monarchy, coraz częstszych buntów i utraty poczucia jedności. W 711 na Półwysep natarły wojska Umajjadów i w ciągu siedmioletniej kampanii wojskowej podbiły prawie całe terytorium dzisiejszej Hiszpanii i Portugalii. Nastały czasy al-Andalusu.

## Hiszpania w średniowieczu

### Al-Andalus

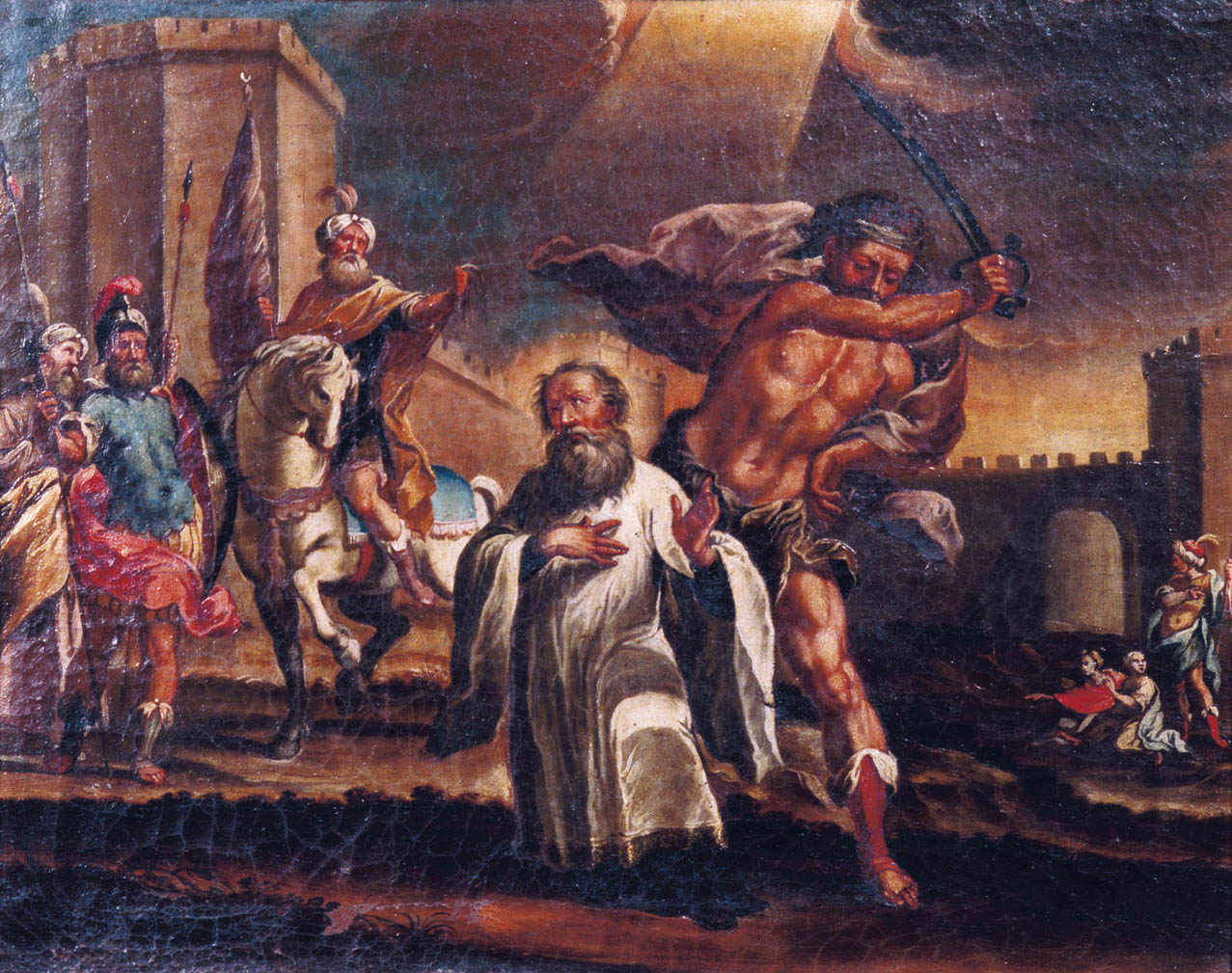
Męczeństwo św. Eulogiusza straconego w Kordobie w 859

W 711 r. islamska armia Maurów z północnej Afryki najechała chrześcijańskich Wizygotów z Hiszpanii. Ich dowódca, Tarik ibn Zijad, podbił większość Hiszpanii w trakcie swojej ośmioletniej kampanii wojskowej. Wojska próbowały również przekroczyć Pireneje, ale zostały pokonane przez Franków pod panowaniem Karola Młota podczas bitwy pod Tours w 732. Półwysep Iberyjski, z wyjątkiem niewielkich terenów na północnym zachodzie oraz baskijskich rejonów pirenejskich, stał się częścią rozwijającego się imperium Umajjadów nazywaną al-Andalus (stąd nazwa Andaluzja). W Muzeum Archeologii w Madrycie, dinar wytworzony pięć lat po podboju (716), posiada dwa napisy – arabskie al-Andalus na jednej stronie i łacińskie Span(ica) na drugiej. Jest to prawdopodobnie najwcześniejsze świadectwo podbojów Maurów.

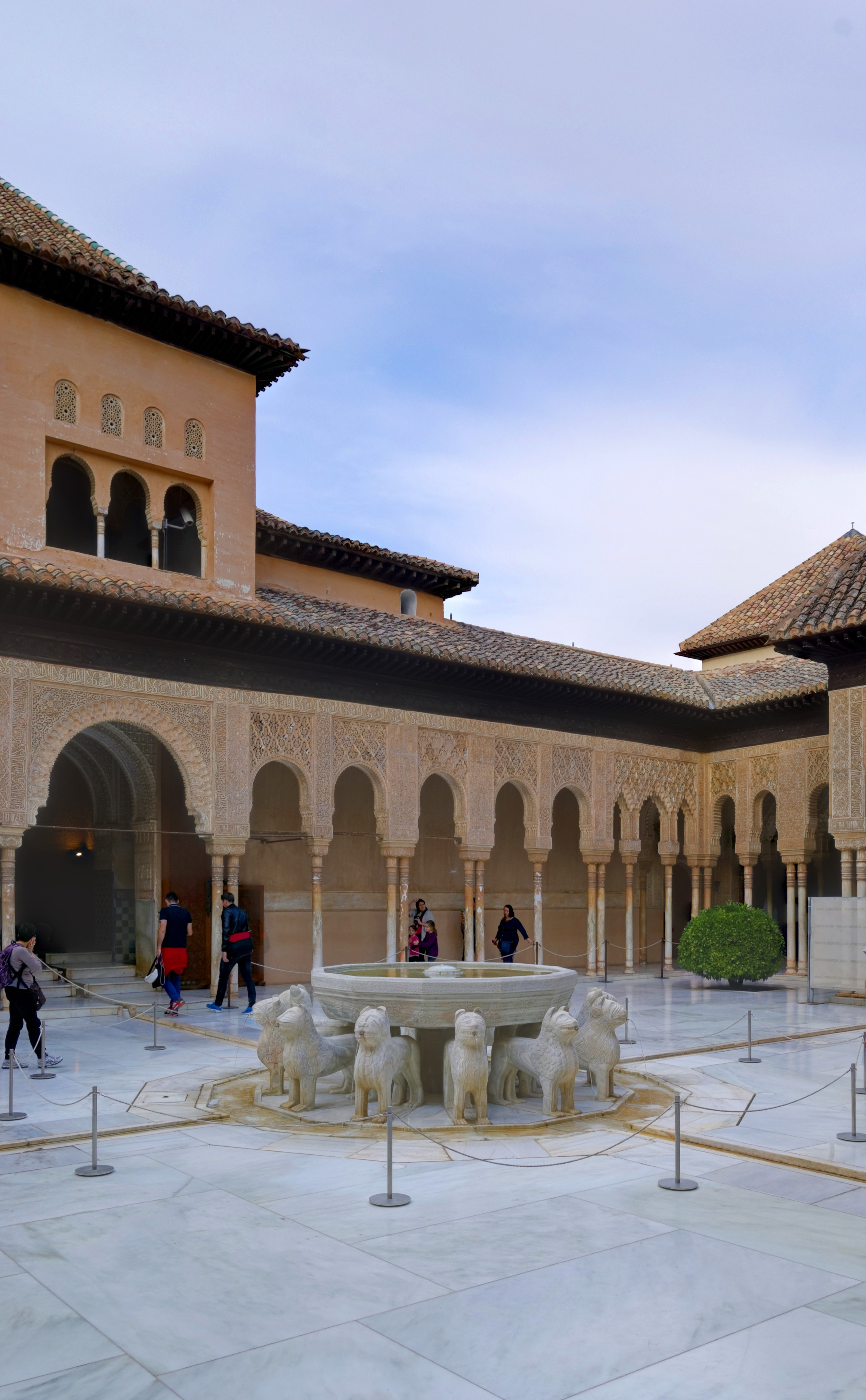
Alhambra

Kiedy imperium Umajjadów zostało zastąpione przez imperium Abbasydów w 750, lenna muzułmańskie zjednoczyły się w emirat Kordoby rządzący al-Andalusem i częściami północno-zachodniej Afryki. W 929 emir Abd-ar-Rahman III ogłosił się kalifem (występując jawnie przeciwko kalifowi Abbasydów z Damaszku), podnosząc emirat do znacznie bardziej prestiżowego statusu kalifatu. Okres emiratu i kalifatu jest znany z akceptowania i tolerowania się nawzajem chrześcijan, muzułmanów i żydów żyjących na tych samych terenach. Kalifat na przestrzeni X wieku jest nazywany złotym wiekiem islamu, a Andalus jest nostalgicznym symbolem tej złotej ery. Po rozpadzie kalifatu w 1031, al-Andalus znalazł się pod rządami fanatycznych berberskich dynastii Almorawidów i Almohadów, co zakończyło tradycyjną tolerancję w stosunku do chrześcijan i żydów. Kraj rozpadł się wtedy na dziesiątki małych, niepodległych islamskich państw, nazywanych taifami. Kraje chrześcijańskie okupujące północ i zachód powoli powiększały swoją władzę nad Hiszpanią: Galicja, Asturia, Leon, Nawarra i Katalonia były chrześcijańskimi twierdzami. Aragonia i Kastylia stały się chrześcijańskie w przeciągu paru następnych stuleci.
W 1212 koalicja chrześcijan pod przywództwem króla Kastylii Alfonsa VIII wygnała muzułmanów ze środkowej Hiszpanii po bitwie pod Las Navas de Tolosa, chociaż taifa Grenady przetrwała jeszcze trzy następne wieki. 2 stycznia 1492 Boabdil z Granady, wódz emiratu Gharnatahu (Grenady), ostatniej twierdzy Islamu na Półwyspie Iberyjskim, poddał się armiom katolickiej Hiszpanii, świeżo zjednoczonej po ślubie Izabeli I Kastylijskiej i Ferdynanda II Aragońskiego. Andalus przestał istnieć.

### Rekonkwista

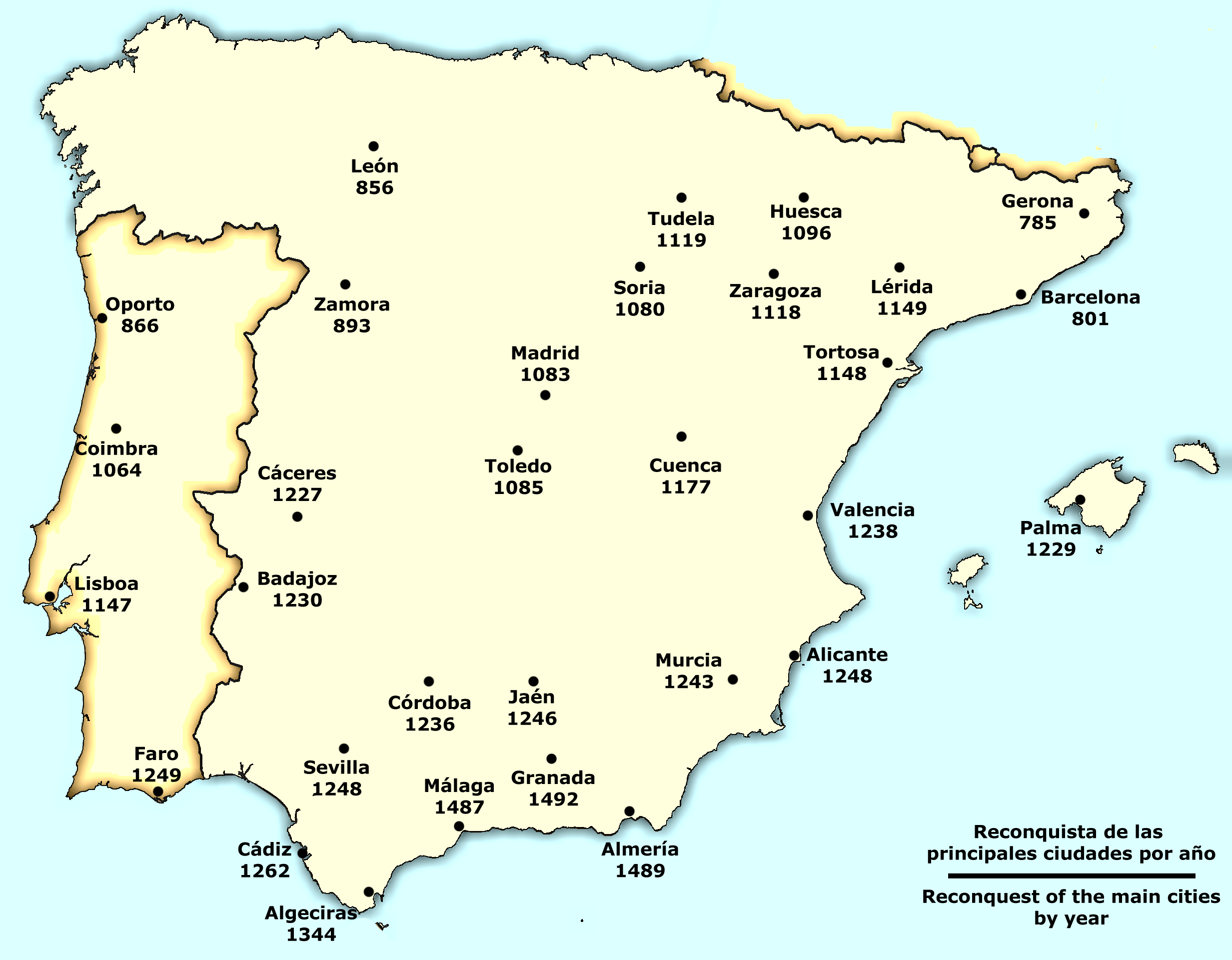
Postępy rekonkwisty wedle głównych miast

Wypędzanie muzułmanów zostało zapoczątkowane przez pierwszego króla Asturii, Pelayo (718-737), który wydał walkę Maurom w górach Covadonga w roku 722. Jego synowie oraz dalsi potomkowie kontynuowali te działania, dopóki nie wypędzili wszystkich Arabów. W tym samym czasie we wschodniej części Półwyspu, frankijscy władcy ustanowili Marchię Hiszpańską na terenie dzisiejszych Pirenejów oraz Katalonii, podbijając Gironę w 785 oraz Barcelonę w 801. Była to strefa oddzielająca posiadłości chrześcijańskie od terenów zajętych przez muzułmanów. Rekonkwista nie była jednak procesem jednoczącym chrześcijańskich władców do walki z muzułmanami, a państwa chrześcijańskie zajmujące tereny północnej Hiszpanii walczyły ze sobą tak często jak z innowiercami. Królestwo Asturii zostało uformowane pomiędzy łańcuchami górskimi północno-zachodniej Hiszpanii, a za swoją stolicę obrało Oviedo. Baskowie z Nawarry zajmowali tereny pirenejskie oraz doliny w obrębie Las Navas de Tolosa. Militarne osłabienie Umajjadów w Hiszpanii zapoczątkowało proces tworzenia się Królestwa Leónu, które pełnię niepodległości zdobyło w końcu w 913. Sancho III Wielki z Nawarry, wyróżniający się przywódca wojskowy, obsadził swojego syna Ferdynanda na tronie kastylijskim w 1028, przesuwając działania militarne jeszcze dalej na południe. Ferdynand był roztropnym oraz pobożnym monarchą, który zjednoczył Nawarrę, Galicię, Asturię oraz León.

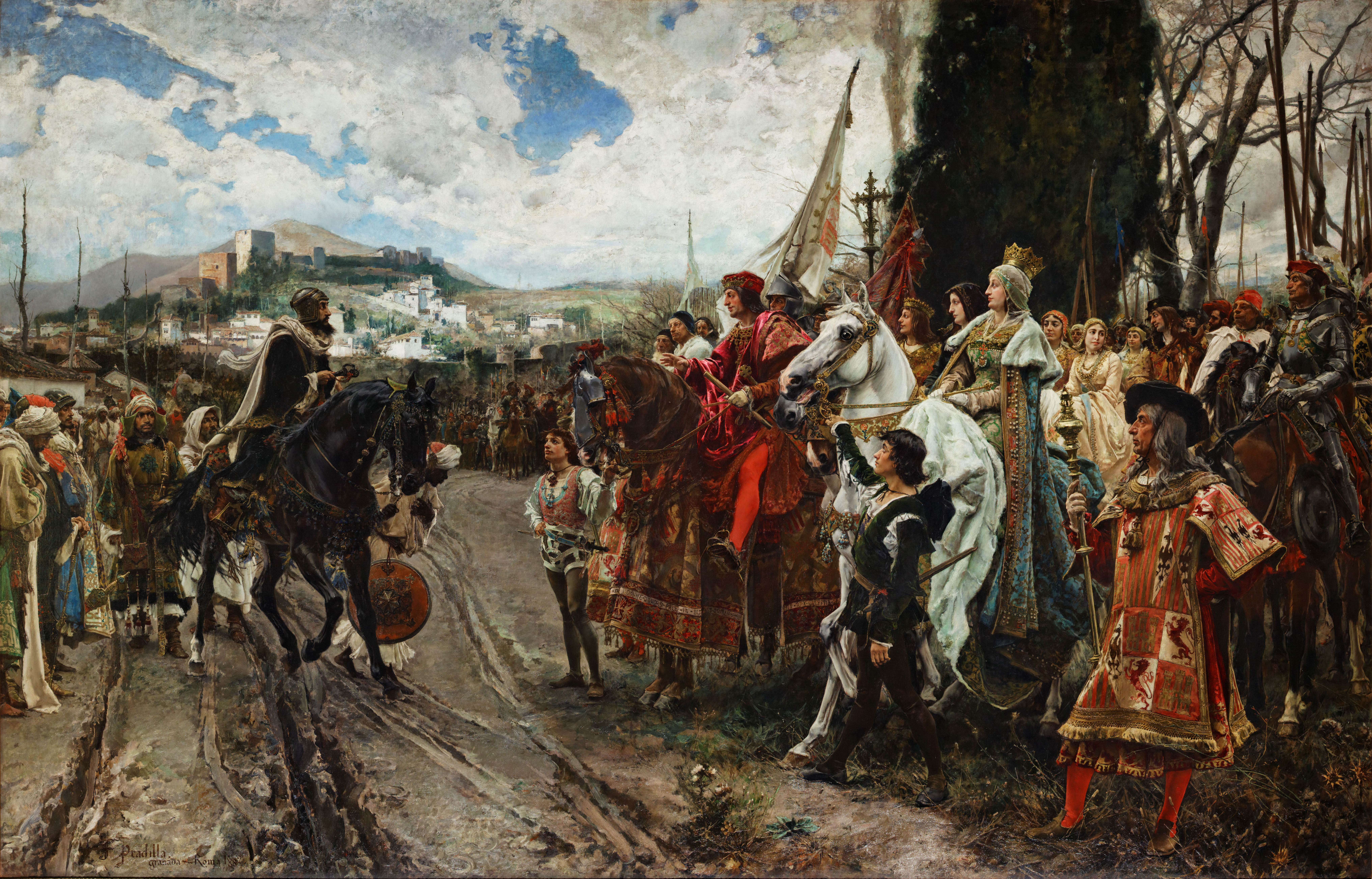
Monarchowie katoliccy przyjmujący kapitulację Grenady

Śmierć króla Kastylii Sancho II w 1072 oznaczała powrót do władzy Alfonso VI, przejmującego wszystkie domeny Ferdynanda I. Alfonso był uzdolnionym dowódcą i wiele dokonał w celu powiększenia swoich ziem. Jego kraj stał się wówczas jedną z najbardziej się liczących w Europie monarchii, a jego tolerancja wobec muzułmanów była jak na tamte czasy wyjątkowo duża. W czasie jego rządów, El Cid, jedenastowieczny heros hiszpańskiej epickiej powieści został wygnany z rodzinnych ziem oraz znalazł schronienie u muzułmańskich królów Saragossy. Po rozpadzie kalifatu Kordoby, Al-Andalus rozpadł się na małe, walczące ze sobą państwa, co w ogromnym stopniu ułatwiło Alfonsowi ekspansję w kierunku południowym. Dotarł aż do Toledo w roku 1085, ale jego rozwój został zahamowany przez inwazję Almorawidów. Rekonkwista Hiszpanii została w XIII wieku obwołana krucjatą, jednak po ostatecznym podbiciu ziem Grenady, walczący opuścili szeregi armii. Rządy Ferdynanda oznaczały początek umocnienia się roli Hiszpanii na europejskiej scenie politycznej, kończąc dyplomatyczną izolację, wywołaną tarciami jego ojca z papieżem. Wtedy to został zbudowany Uniwersytet Salamanki, jeden z najstarszych uniwersytetów Europy, którego celem było nauczanie praw rządzących ekonomią w duchu chrześcijańskim. Potomek Ferdynanda, Alfons X – zwany Mądrym – przyczynił się do wypromowania myśli klasycznej mauryjskich bibliotek i szkół.
Siłą, która wskrzesiła ruch jednoczący hiszpańskich chrześcijan, byli „katoliccy monarchowie”, czyli Ferdynand II Katolicki oraz Izabela I Katolicka, którzy swoim małżeństwem w 1469 r. ostatecznie zjednoczyli Hiszpanię jako królestwo. W czasie ich wspólnych rządów, wiele zamków szlachty zostało zburzonych oraz został opracowany publiczny system podatkowy. Dzięki polityce sojuszy z europejskimi potęgami oraz podbojami Ameryki Południowej i Indii Zachodnich Hiszpania rozpoczęła powolne budowanie swojego imperium. Traktat z Tordesillas, wynegocjowany pomiędzy papieżem Aleksandrem VI a Portugalią i Hiszpanią, podzielił świat na dwie strefy wpływów. Ogromne ilości złota z kopalni Nowego Świata trafiały do hiszpańskiego skarbca, co powodowało jednak wzrost inflacji oraz podminowało pozycję waluty. Ponadto Hiszpania była zależna od swoich kolonii, a kiedy Elżbieta I rozpoczęła masowe napady na hiszpańskie statki, kraj Iberów cierpiał niewyobrażalne straty. Te przyczyny, oraz wygnanie ważnej ekonomicznie klasy Żydów i Maurów wywołały upadek ekonomii oraz zakończyły Złoty Wiek Hiszpanii.

## Hiszpania Habsburgów

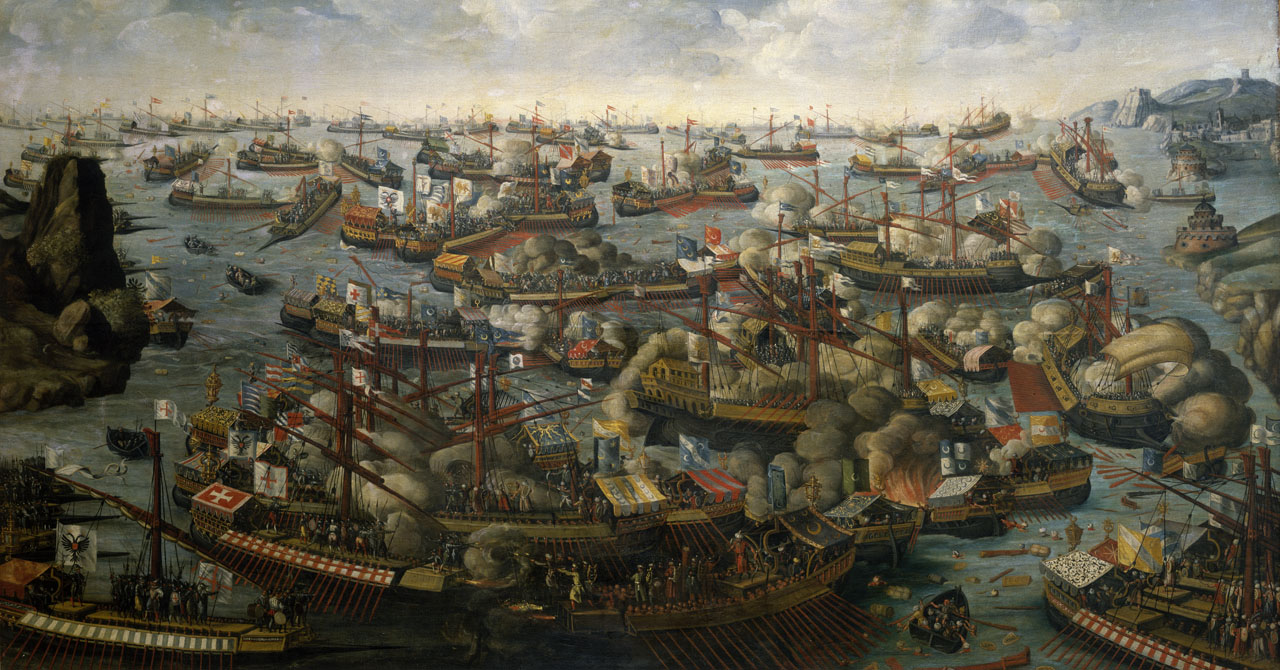
Bitwa pod Lepanto (1571)

W 1504 roku zmarła królowa Izabela i chociaż Ferdynand starał się utrzymać swoje zwierzchnictwo nad Kastylią, kastylijski dwór królewski (Cortes Generales) na jej następczynię koronował córkę Izabeli – Joannę. Mężem Joanny był Filip, syn habsburskiego cesarza Maksymiliana I i Marii Burgundzkiej. Wkrótce po koronacji Joanna zaczęła wykazywać objawy poważnej choroby umysłowej. W końcu, w 1506, Filip obwołał się regentem panującym w jej imieniu, jednak zmarł kilka miesięcy później. Jako że ich najstarszy syn, Karol, miał tylko sześć lat, Cortes Generales zezwolił ojcu Joanny, Ferdynandowi, na rządzenie krajem jako regent. Po jego śmierci w 1516, na tron wstąpił młody Karol, od tamtego czasu panujący jako Karol I, ostatecznie jednocząc monarchię hiszpańską pod jednym sztandarem. Odziedziczył wszystkie posiadłości hiszpańskie w Nowym Świecie oraz na Morzu Śródziemnym, a po śmierci ojca w 1506 dostał również Niderlandy, Franche-Comté oraz Flandrię. W 1519 roku, po śmierci dziadka Maksymiliana I, Karol odziedziczył habsburskie terytoria w Niemczech oraz został wybrany cesarzem Świętego Narodu Niemieckiego (jako Karol V). Jego matka zachowała tytuł królowej Kastylii aż do śmierci w 1555, jednak z powodu stanu jej zdrowia to Karol zgromadził całą władzę w swoim ręku. Uznaje się, że był w tym czasie najpotężniejszym człowiekiem w kręgu państw chrześcijańskich. W 1543 Franciszek I, król Francji, ogłosił swój bezprecedensowy sojusz z sułtanem osmańskim Sulejmanem Wspaniałym oraz przystąpił do okupacji hiszpańskiej Nicei. Henryk VIII, który żywił ogromną niechęć do Francuzów, przystąpił wraz z Karolem do inwazji na terytoria francuskie. Pomimo rozbicia armii hiszpańskiej w bitwie pod Ceresole w Sabaudii, siły Henryka radziły sobie lepiej i ostatecznie Francja została zmuszona do przyjęcia warunków pokojowych. Austriacy, dowodzeni przez młodszego brata Karola, Ferdynanda, zaangażowali się w walki z Turkami na Bałkanach.
W 1566 roku w Niderlandach Hiszpańskich wybuchło powstanie, które stłumić miała armia Księcia Alby. Dwa lata później, Wilhelm Milczący przeprowadził nieudaną próbę obalenia krwawego dyktatora, co dało początek wojnie osiemdziesięcioletniej, ostatecznie zakończonej uzyskaniem przez Niderlandy niepodległości. Hiszpanie, którzy znaczną część swojego bogactwa zawdzięczali bogatym w manufaktury i rozwiniętym handlowo Niderlandom – a w szczególności portowej Antwerpii – za wszelką cenę starali się utrzymać porządek oraz swoją władzę nad Holandią. W 1572 grupa holenderskich najemników, znanych jako watergeuzen („Morscy Żebracy”) zdobyła kilka miast portowych, ogłosiła swoje poparcie dla Wilhelma oraz odwołała władzę hiszpańską. W 1574 armia hiszpańską pod dowództwem Ludwika de Requesénsa musiała przerwać oblężenie Leiden po tym, jak Holendrzy zniszczyli tamy chroniące nizinne prowincje przed żywiołem Morza Północnego. W 1576, kiedy kraj musiał uporać się z utrzymaniem osiemdziesięciotysiecznej armii i trzystuokrętowej floty, Filip zmuszony był ogłosić bankructwo. Armia w Holandii wkrótce dokonała przewrotu, zdobyła Antwerpię i rozpoczęła bezwzględne pustoszenie południowej Holandii, tylko zachęcając tamtejsze prowincje do przyłączenia się do powstania. Hiszpanie wybrali drogę negocjacji i ostatecznie udało im się przywrócić pokój w południowych prowincjach podpisując unię z Arras w 1579. Porozumienie zmuszało oddziały hiszpańskie do opuszczenia Flandrii i Franche-Comté.

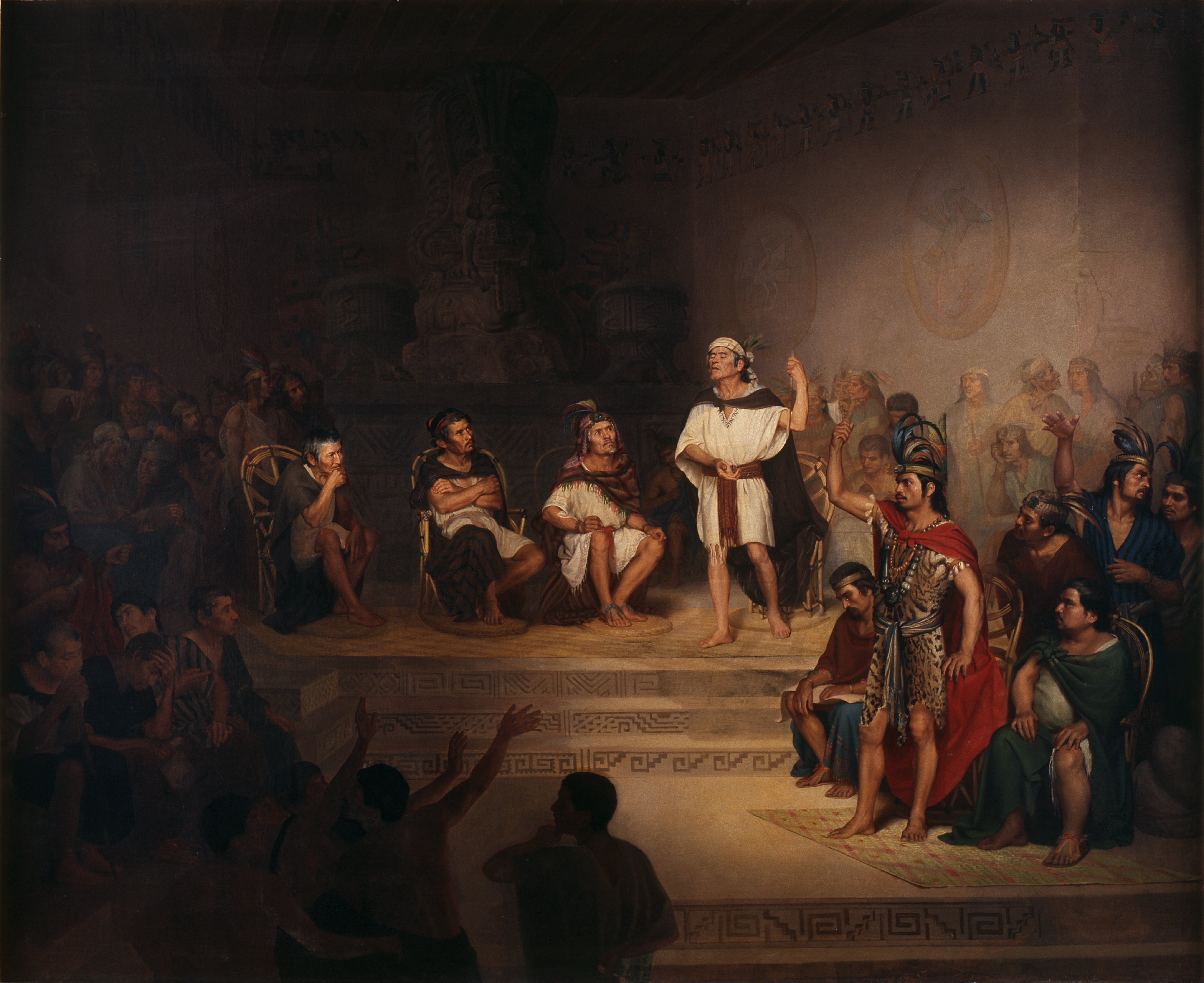
Senat Tlaxcallanów debatujący nad udzieleniem pomocy Cortésowi przeciwko Aztekom

W 1586 królowa Elżbieta I poparła protestantów w Holandii i Francji, a jej admirał – Francis Drake – rozpoczął zmasowane ataki na hiszpańskie statki handlowe na Morzu Karaibskim oraz Oceanie Spokojnym. Szczególnie pamiętana jest bitwa o Kadyks, kiedy Drake zniszczył trzon stacjonującej tam armady hiszpańskiej. W 1588, mając nadzieję na ostateczne wyeliminowanie knowań Elżbiety, Filip wysłał flotę ku wybrzeżom Anglii. Ze stu trzydziestu wysłanych statków powróciła tylko połowa, a dwadzieścia tysięcy transportowanych nimi piechurów zaginęło w odmętach Oceanu Atlantyckiego. Ten tragiczny rezultat, związany z niesprzyjającymi warunkami pogodowymi oraz pewną dozą szczęścia sił floty brytyjskiej, zapoczątkował koniec hiszpańskiej supremacji na otwartych morzach.
W 1627 roku hiszpańska gospodarka upadła po raz kolejny. Hiszpanie, próbując opłacić armię i sprostać kosztom wojny, zaczęli zmniejszać wartość swoich monet, a ceny w całym kraju gwałtownie wzrosły. Aż do 1631 roku na większości terenów kastylijskich panował handel wymienny związany z kryzysem walutowym, a rząd nie był w stanie zebrać żadnych podatków od chłopstwa, polegając całkowicie w tym względzie na zamorskich koloniach. Hiszpańskie oddziały na terenie Niemiec, w związku z zaprzestaniem przez dowództwo wypłaty żołdu, plądrowały gospodarstwa oraz grabiły wsie. Olivares, który podejmował coraz śmielsze kroki na płaszczyźnie podatkowej, był obwiniany za bezowocną i upokarzającą wojnę we Włoszech (tzw. wojna o sukcesję mantuańską) oraz niepowodzenia ekonomiczne. Holendrzy, którzy w trakcie Dwunastoletniego Pokoju położyli szczególny nacisk na rozbudowę floty wojennej, całkowicie pogrążyli hiszpański handel morski – jedyną gałąź gospodarki, która utrzymywała kraj Filipa. Hiszpanie, po zniszczeniu Armady przez siły holenderskie, nie byli już w stanie opierać się niebezpieczeństwu ciągnącemu od strony wód.
Wspierani przez Francuzów, Katalończycy, Neapolitańczycy i Portugalczycy wzniecili bunt w latach czterdziestych siedemnastego wieku. Nadzieja na Niderlandy Hiszpańskie została pogrzebana po przegranej bitwie pod Lens w 1648, a traktat pokojowy podpisany w Westfalii uznawał ostatecznie niepodległość Zjednoczonych Prowincji, kończąc tym samym wojny – osiemdziesięcioletnią i trzydziestoletnią. Wojna z Francją trwała jeszcze przez jedenaście lat – pomimo francuskich niepokojów i trwającej w latach 1648–1652 wojny domowej (tzw. Frondy), zrujnowana ekonomicznie Hiszpania nie była w stanie zdobyć przewagi. Neapol został odbity w 1648, a Katalonia w 1652, jednak wojna zakończyła się dopiero po bitwie pod Dunkierką, w której armia francuska pod dowództwem marszałka Turenne rozbiła pozostałości niegdyś świetnej armii hiszpańskiej. Hiszpanie w 1659 podpisali pokój pirenejski, który przekazywał Francji Rousillon, Foix, Artois i znaczną część Lotaryngii.
W latach 1667–1668 Ludwik XIV rozpoczął wojnę dewolucyjną wymierzoną przeciwko pozostałościom Hiszpańskich Niderlandów. Ani Karol, ani jego matka nie byli w stanie przeciwstawić się bezwzględnej machinie wojennej wybitnego władcy francuskiego. Hiszpania straciła wtedy znaczne połacie terytoriów, m.in. miasta Lille i Charleroi. Wkrótce rozgorzała wojna dziewięcioletnia, w trakcie której Ludwik po raz wtóry zaatakował holenderskie posiadłości Hiszpanów. Jego armia dowodzona przez księcia Luksemburgu pokonała Hiszpanię pod Fleurus (1690) oraz walczące po stronie Karola Niderlandy. Wojna zakończyła się stratą prawie całych Hiszpańskich Niderlandów, w tym m.in. bardzo ważnych miast: Gandawy i Luksemburga. Pokazała również światu jak zacofane i bezużyteczne są hiszpańskie mechanizmy obronne i urzędnicze – nieefektywny rząd w Madrycie nie podjął żadnych kroków, żeby je ulepszyć.
Świat w ostatnich dekadach siedemnastego wieku był świadkiem stagnacji i rozkładu Hiszpanii. Kiedy reszta Europy przechodziła przez ważne przemiany rządowe i społeczne – Król Słońce we Francji, bezkrwawa rewolucja w Anglii – Hiszpania żyła we własnym świecie biurokracji i korupcji. Aparat urzędniczy wykształcony na charyzmatycznych, inteligentnych i obrotnych postaciach Karola I oraz Filipa II wymagał silnego i zdolnego monarchy. Słabość Filipa III i Filipa IV doprowadziła do ostatecznego wymazania Hiszpanii z areny międzynarodowej. Bezdzietny Karol II na łożu śmierci jako swojego następcę wyznaczył księcia Filipa de Anjou Burbona, nie chcąc, aby jego kraj dziedziczył Habsburg. Zmarł w 1700, dokładnie dwieście lat po narodzinach Karola I.

## Hiszpania w wieku Oświecenia

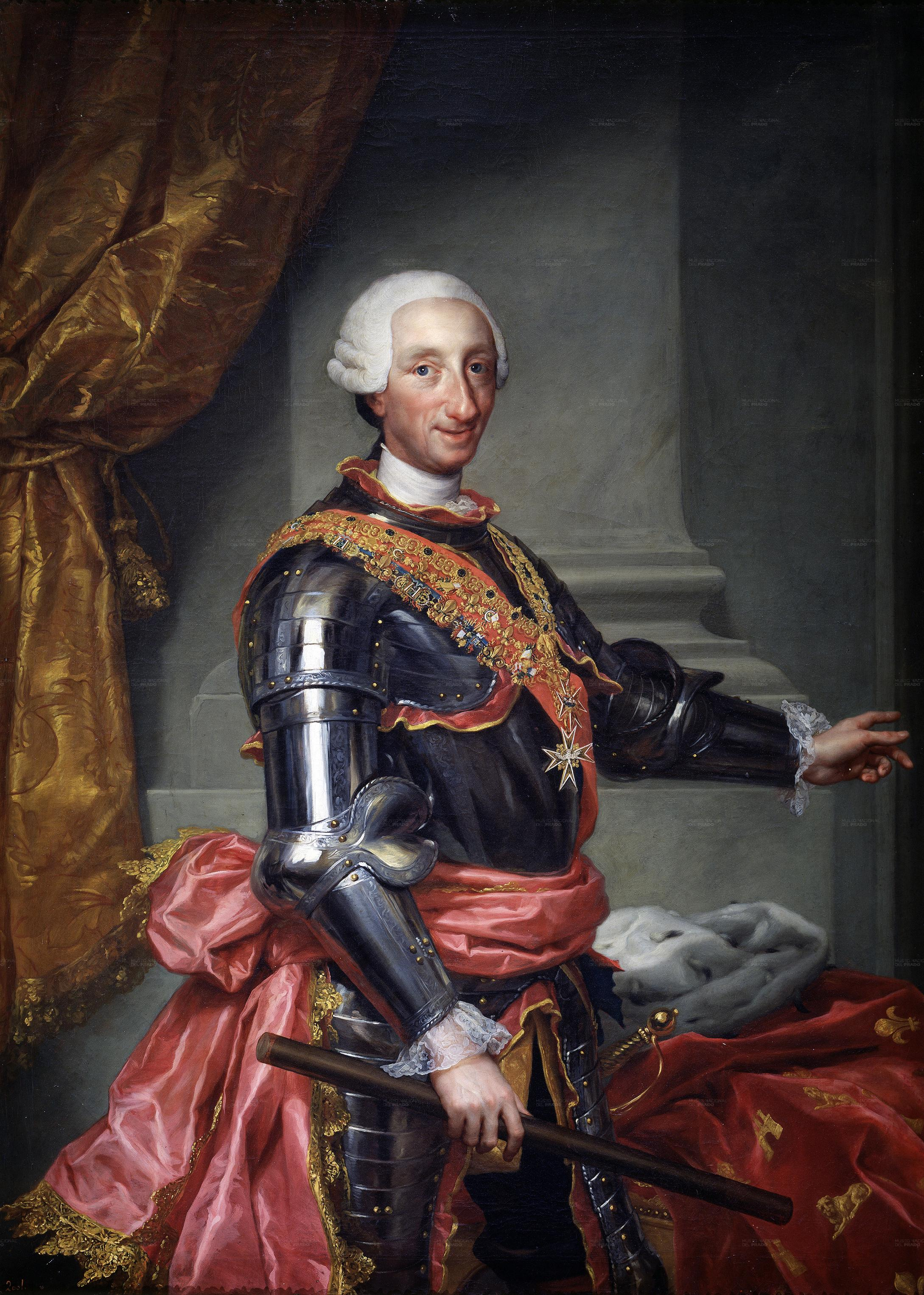
Karol III Hiszpański

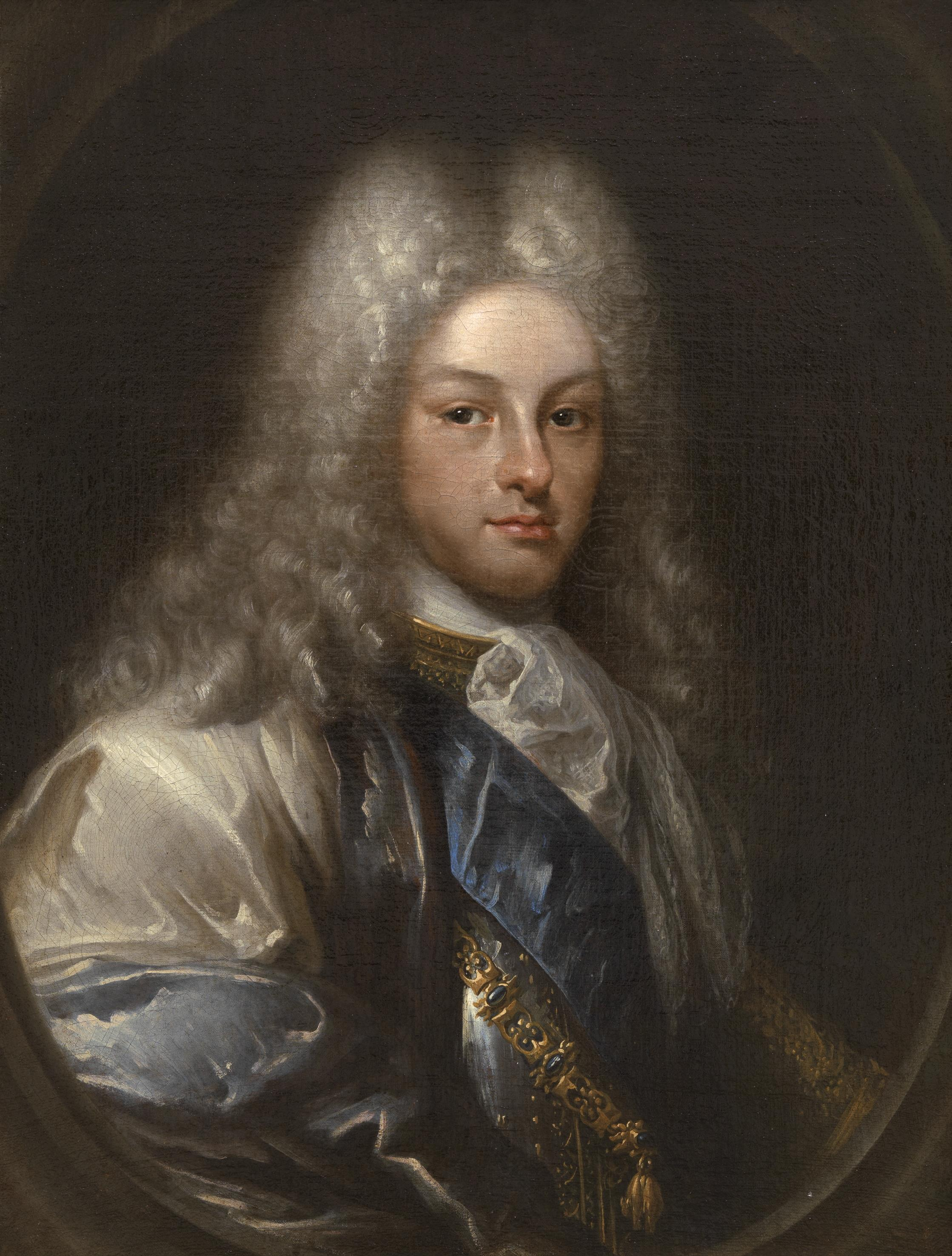
Filip V Burbon

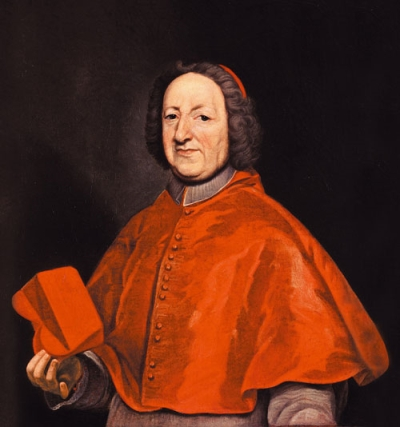
Giulio Alberoni

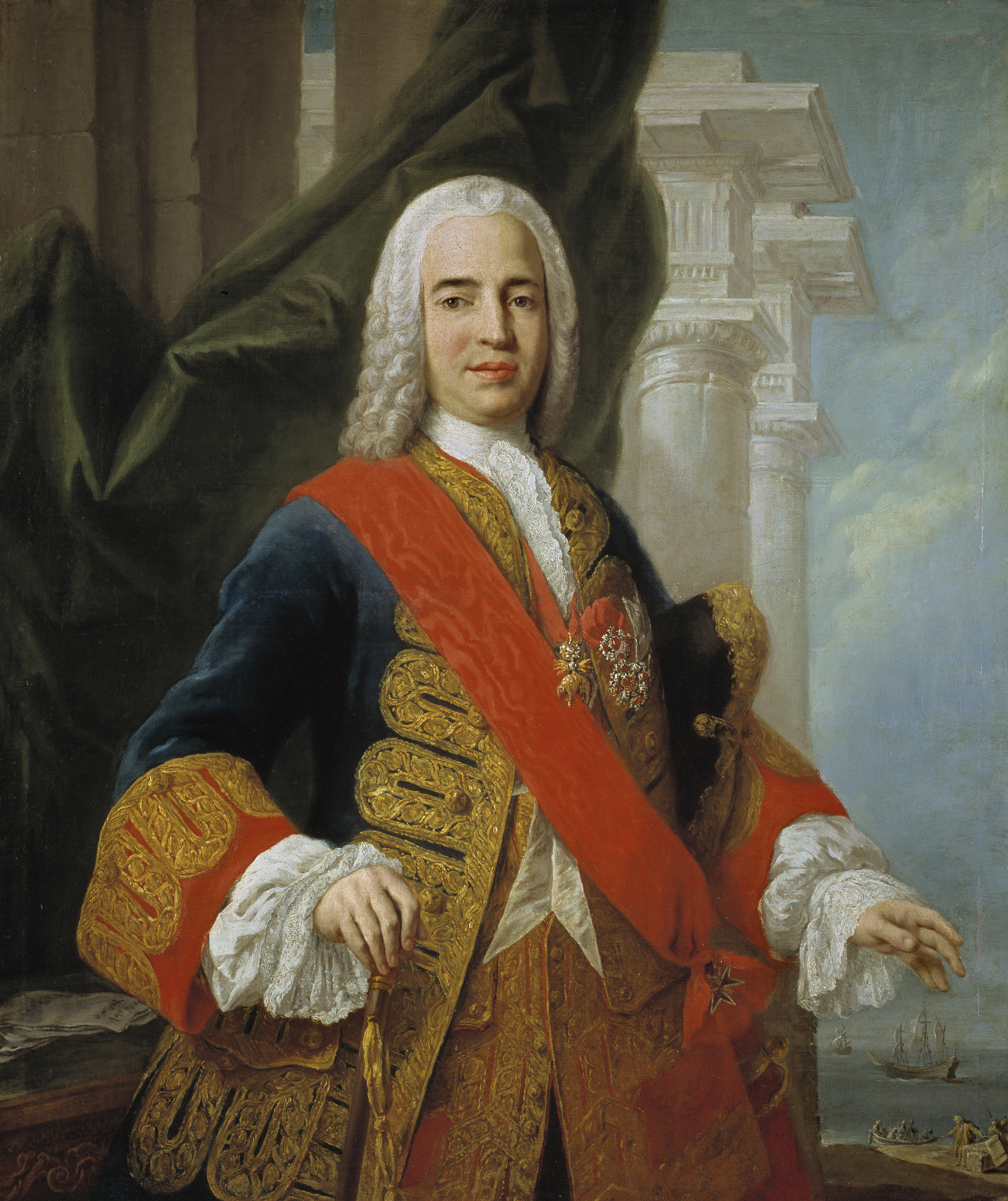
Zenón de Somodevilla y Bengoechea, markiz Ensenada

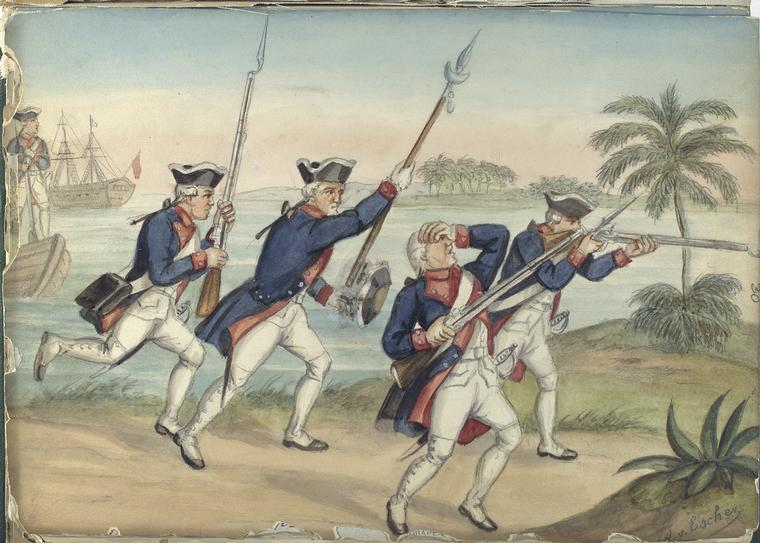
Atak hiszpańskiej piechoty ok. 1740 roku

W 1701 roku wybuchła wojna o sukcesję hiszpańską. Hiszpania stała się teatrem zmagań Wielkiej Brytanii, Austrii i Holandii przeciw Francuzom. W zorganizowaniu kraju do obrony i polepszeniu gospodarki pomagał Filipowi francuski minister Jean Orry (którego pożyczył wnukowi Ludwik XIV), sekretarz stanu w latach 1701–1714. Władzę próbował przejąć Karol VI Habsburg. W 1710 roku Filip V Burbon z dynastii Burbonów francuskich zdobył na stałe Madryt i tron. Traktaty podpisane w 1713 r. w Utrecht i w 1714 w Rastatt uznały Filipa V z dynastii Burbonów francuskich za władcę Hiszpanii i jej zamorskich posiadłości. Dziadkiem Filipa był Ludwik XIV, król Francji. Pokój w Utrechcie (1713) zadecydował o przyznaniu zwycięskim Brytyjczykom tzw. Asiento – prawo na handel z hiszpańską Ameryką Południową. W 1707 r. Filip V zniósł odrębne prawa dla Aragonii i Walencji. Rok później zniesiono bariery celne między Kastylią i Aragonią, a także wprowadzono w tych prowincjach jednolity system podatkowy. W 1714 r. Berwick zdobył Barcelonę. Katalonia zapłaciła cenę za swoje separatystyczne dążenia. Zniesiono katalońskie Kortezy, wprowadzono kastylijskie prawa i język hiszpański jako język urzędowy. Traktaty z lat 1713–1715 nie zakończyły konfliktu Filipa V z Karolem VI. Dawny Don Carlos nie zrzekł się praw do hiszpańskiego tronu. Na jego dworze przebywali uchodźcy z Hiszpanii, a wielkie wpływy miała tzw. hiszpańska rada. Z kolei Filip nie zrzekł się swoich praw do posiadłości włoskich. W dążeniach do ich odzyskania umacniała Filipa jego druga żona, Elżbieta Farnese, i jej faworyt, kardynał Giulio Alberoni, pierwszy minister Hiszpanii. Filip miał dwóch synów z pierwszego małżeństwa (Ludwika i Ferdynanda), więc Elżbieta widziała przyszłość swojego pierworodnego Karola tylko we Włoszech. Tam wygasały zaś dwa książęce rody – Farnese w Parmie i Medyceusze w Toskanii.
Korzystając z zaangażowania cesarza w wojnę z Turcją, w 1717 r. flota hiszpańska niespodziewanie zajęła Sardynię. Giulio Alberoni wystawił wielką flotę liczącą ponad 400 okrętów. W czerwcu 1718 r. hiszpański desant opanował Sycylię. Sukcesy Hiszpanów jednak wkrótce się skończyły. Cesarz zawarł pokój z Turcją i podpisał przymierze z Francją (gdzie po śmierci Ludwika XIV w 1715 r. władzę objął regent Filip II Burbon-Orleański), Anglią i Holandią. 11 sierpnia 1718 r. Anglicy rozbili flotę hiszpańską pod Passero. W 1719 r. amia francuska pod wodzą Berwicka (który walczył po stronie Filipa również podczas wojny o sukcesję) wkroczyła do Hiszpanii. Filip musiał się ugiąć. Oddalił Alberoniego i przystąpił do anglo-francusko-cesarsko-holenderskiego porozumienia. W 1720 r. zadecydowano, że Wiktor Amadeusz II otrzyma Sardynię w zamian za Sycylię, która przypadnie cesarzowi.
Giulio Alberoni jako de facto pierwszy minister (teoretycznie był nim wówczas bowiem José de Grimaldo) znosił cła wewnętrzne, powołał Kolegium Morskie w Kadyksie, budował arsenały i flotę wojenną. Została ona zniszczona w 1718 r. w bitwie z Anglikami.
W 1724 roku popadający w depresję Filip V Burbon zrezygnował z tronu na rzecz syna. Nowym władcą został Ludwik I Burbon, panował on jednak tylko kilka miesięcy, bowiem rychło zmarł. Filip V musiał więc z powrotem objąć władzę, choć taki krok nie był do końca legalny. W latach 1724–1725 najwyższa władzę w państwie zdobył holenderski awanturnik Johan Willem Ripperdá, który usiłował zmniejszyć wpływ francusko-brytyjskiego arbitrażu w Europie, przez rozmowy z samym cesarzem (Karol VI Habsburg) o sprawach włoskich. Baron Ripperdá popierał manufaktury i handel, planował również założenie Banku Hiszpańskiego. Jego plany przejął José Patiño. W latach 1726–1727 zreformował on strukturę hiszpańskiego handlu kolonialnego. Przeniósł z Sewilli do Kadyksu Izbę Handlową Indii. Założył liczne kompanie do handlu z Antylami, Wenezuelą i Filipinami. Zakładał nowe porty, stocznie i arsenały, zarówno w metropolii, jak i w koloniach. Dochody ze skarbu wzrosły w latach 1700–1737 ze 140 do 200 milionów realów. W 1727 r. wybuchła wojna hiszpańsko-angielska. Hiszpanie bezskutecznie oblegali Gibraltar. Rokowania nie przyniosły rezultatów. W 1731 r. zmarł ostatni książę Parmy i Karol VI zajął księstwo jako lenno cesarskie. Alianci załagodzili sytuację, ale tylko na krótką metę. Podczas wojny o sukcesję polską udało się odnieść pewne sukcesy we Włoszech. Wprawdzie księstwa Parmy i Toskanii pozostały przy cesarzu, ale królestwa Neapolu i Sycylii otrzymał Karol Hiszpanii jako secundogeniturę hiszpańskich Burbonów.
W 1733 r. Hiszpania podpisała z Francją pakt familijny (Pacto de Familia), będący sojuszem strategicznym dwóch królestw rządzonych przez Burbonów. W 1734 spłonął stary madrycki pałac królewski, więc Filip V kazał zbudować nowy Pałac Królewski w Madrycie. W 1740 roku po wybuchu wojny o sukcesję austriacką Hiszpania silnie zaangażowała się w wojnę, odnosząc pewne sukcesy. Jeszcze w czasie trwania działań wojennych w 1746 r. zmarł król Filip. Wraz z jego śmiercią upadły wpływy Elżbiety Farnese na madryckim dworze.
W latach 1746–1759 panował w Madrycie Ferdynand VI Hiszpański. Prowadził politykę pokojową i neutralną. Wprowadził wiele reform, m.in.: spis gruntów i nieruchomości, uregulował stosunki z Państwem Kościelnym, podpisując w 1753 konkordat. Za rządów Ferdynanda o wpływy rywalizowało dwóch ministrów, mających zupełnie inna wizję hiszpańskiej polityki zagranicznej. Pierwszy z nich, José de Carvajal y Lancaster, reprezentował typ polityka antymakiawelicznego. Był zwolennikiem rozwiązań pokojowych. Nie popierał celów jakie stawiały sobie agentury szpiegowskie. Jego głównym oponentem był myślący bardziej makiawelicznie Zenón de Somodevilla y Bengoechea, markiz Ensenada. Wieloletni ambasador Wielkiej Brytanii w Madrycie Benjamin Keene próbował przeciągnąć Hiszpanów na swoją stronę. Miał on swój wpływ na to, że wojowniczy i antybrytyjski Zenón de Somodevilla y Bengoechea, markiz Ensenada odszedł z urzędu i zastąpił go Ricardo Wall. Irlandczyk, pełniący funkcję pierwszego sekretarza stanu Hiszpanii od roku 1754 do 1763, zaangażował kraj (czynił to niechętnie) w konflikt, jakim była wojna siedmioletnia (1756-1763), by pomóc Francji. Skończyło się to klęską Hiszpanii i odwołaniem Ferdynanda VI.
Kolejny władca Karol III Hiszpański (pan. 1759–1788) panujący dotąd w Królestwie Neapolu przeniósł się do Madrytu. Karol był nieprzeciętnym władcą, za jego panowania dokonano wielu trwałych i udanych reform. Wtedy to do Hiszpanii nadeszło oświecenie, rozkwitało zaś szczególnie oświecenie katolickie hiszpańskie bardziej konserwatywne od francuskiego, jako że jego główną siłą napędową byli obok świeckich illustrados także jezuici. We wrześniu 1763, po ustąpieniu Ricardo Walla, Włoch Jerónimo Grimaldi został pierwszym sekretarzem stanu, którym był do 1776. Był reformatorem, członkiem grupy zwanej: golillas. Razem z Leopoldo de Gregorio, markizem Esquilache, pomógł stłumić zamieszki z 1766 roku, wywołane polityką Esquilache’go. Jego dom został w ich czasie zniszczony. Grimaldi został członkiem rady, która doprowadziła do wygnania Jezuitów z Hiszpanii w 1767 roku. W czasie zamieszek Karol III uciekł do Aranjuez. Bunt mieszczan z roku 1766 zwany jest w historiografii „zamieszkami Esquillache’go” (Motín de Esquilache). José Moniño, hrabia Floridablanca od 1777 roku do 1792 kierował nawą państwa jako pierwszy sekretarz stanu, wspierając powstanie kolonistów amerykańskich przeciwko Wielkiej Brytanii. W latach 1788–1808 panował Karol IV Hiszpański, w przeciwieństwie do poprzednika władca raczej mierny, znany nie tyle ze swych czynów, co jako protektor znakomitego twórcy – malarza i rysownika Francisca Goi (1746-1828). Kolejny po Floridablance pierwszy minister (od roku 1792) Pedro de Aranda był przeciwnikiem centralizmu i próbował ograniczyć jego skutki.

## Hiszpania w XIX wieku

Rozstrzelanie powstańców madryckich

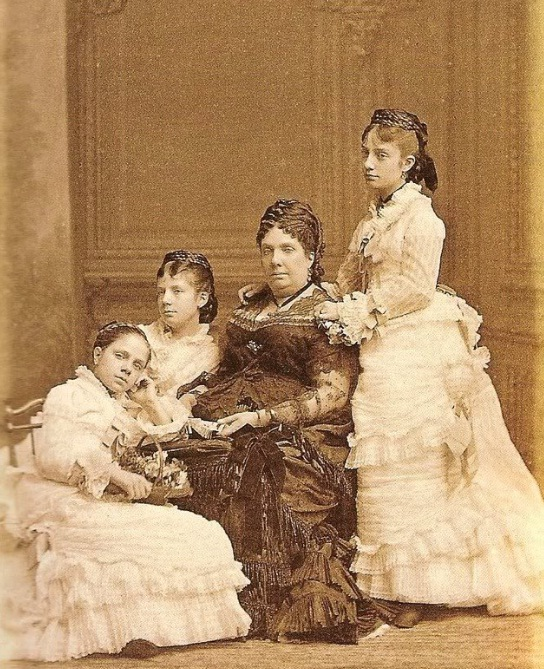
Izabela II z córkami

Następował wzrost wpływów kultury francuskiej. Po nieudanej próbie powstrzymania ekspansji wpływów rewolucyjnej Francji Karol IV i królewski faworyt Manuel Godoy niemal całkowicie podporządkowali politykę sojuszowi z Paryżem. W 1808 Napoleon I zmusił Karola IV i jego syna, Ferdynanda VII, do abdykacji, na tron wstąpił brat Napoleona, Józef. Powstanie, które wybuchło 2 maja 1808 r. w Madrycie, rozpoczęło wojnę o niepodległość (1808–1814). Nowy reżim zyskał poparcie niewielkiej części społeczeństwa. Powstały regionalne junty obrony oraz Junta Centralna, pełniąca funkcję rządu narodowego. Kortezy proklamowały w 1812 r. w Kadyksie pierwszą konstytucję hiszpańską o liberalnym charakterze. Działania partyzanckie (guerrilla) oraz interwencja wojsk brytyjskiego marszałka A. Wellingtona doprowadziły do wyparcia 1814 Francuzów z Hiszpanii.
Po powrocie na tron w 1814 r. Ferdynand VII zniósł konstytucję, wszczął prześladowania liberałów i przywrócił rządy absolutne. W latach 1820–1823 liberałowie przeprowadzili rewolucję, zmuszając króla do uznania konstytucji z 1812 r., jednak została słumiona przez wojska francuskie interweniujące na zlecenie Świętego Przymierza. W latach 1808–1824 trudna wewnętrzna sytuacja Hiszpanii ułatwiła większości kolonii wyzwolenie się spod hiszpańskiego panowania. Porażka konserwatywnych karlistów w serii wojen domowych 1833–1839, 1847–1849, 1872–1876 oznaczała sukces liberałów, rządzących za czasów Izabeli II, na przemian z wojskowymi dyktaturami. W 1868 w wyniku przewrotu wojskowego została obalona Izabela II. W 1870 królem obrany został Amadeusz I Sabaudzki, nie mogąc zapanować nad zamętem politycznym w 1873 abdykował. Proklamowano krótkotrwałą Pierwszą Republikę. W 1874 kolejny przewrót przywrócił na tron Burbonów i królem został Alfons XII. Podstawą rządów restauracji stał się kompromis między bogatym mieszczaństwem a posiadaczami ziemskimi, który zapewnił Hiszpanii na półwiecze względny spokój wewnętrzny. Powstały pierwsze partie polityczne, w tym 1879 Hiszpańska Socjalistyczna Partia Robotnicza (PSOE). W 1898 w wyniku wojny z USA Hiszpania utraciła ostatnie posiadłości kolonialne w Ameryce i Azji. Uzyskała natomiast nowe posiadłości w Afryce (ob. północne Maroko, Sahara Zachodnia, Gwinea Równikowa).
Klęska 1898 wywołała głęboki wstrząs wśród intelektualistów szukających dróg odrodzenia ojczyzny (pokolenie 1898). Sytuację społeczno-gospodarczą komplikowały ruchy separatystyczne, silne zwłaszcza w regionach najbardziej rozwiniętych – Katalonii i Baskonii.

## Hiszpania w XX i na początku XXI wieku

Armia lądowa Królestwa Hiszpańskiego

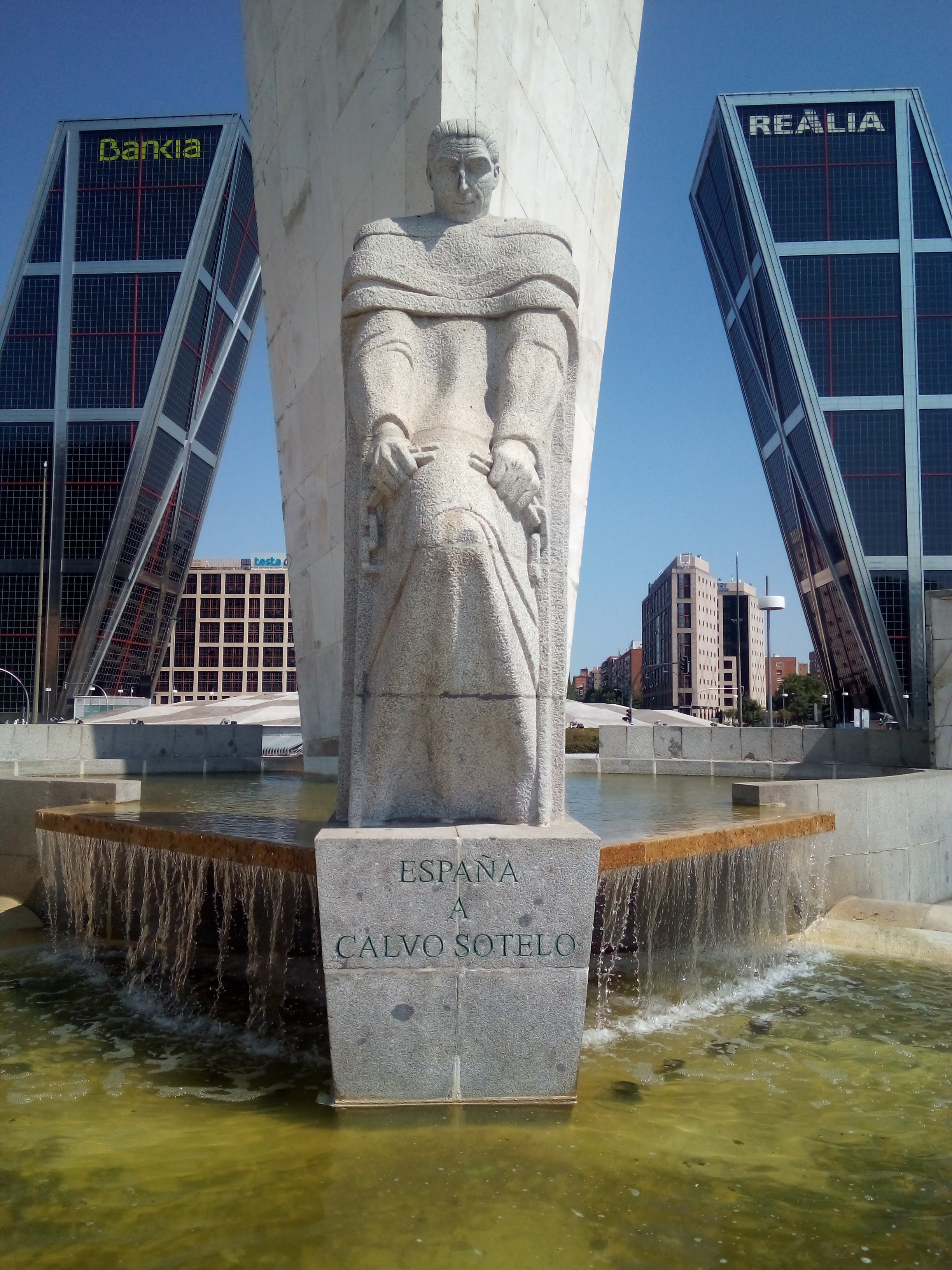
Pomnik José Calvo Sotelo przywódcy parlamentarnej opozycji zamordowanego w 1936

Początek XX wieku to okres biednej, niewiele znaczącej w Europie Hiszpanii. W kraju silnie ścierali się konserwatyści i liberałowie – receptą miały być rządy silnej ręki i dyktatorskie (Miguel Primo de Rivera). Król Alfons XIII Burbon był człowiekiem o słabym charakterze i nie potrafił poprowadzić samodzielnej polityki, która wyprowadziłaby kraj z kryzysu. Monarchia była coraz bardziej skompromitowana i miała wielu przeciwników. W 1931, gdy podczas pierwszych od wielu lat wolnych wyborów zwyciężyli republikanie, Alfons XIII opuścił kraj udając się do Marsylii, a Hiszpania stała się republiką.
Nie nastąpił jednak czas spokoju – walki lewicy i prawicy wybuchły z całą zaciętością, przeradzając się w wojnę domową. Zwycięsko wyszła z niej prawica i generał Francisco Franco. Kierował państwem przez 36 lat – był to okres rządów autorytarnych, represji (szczególnie wobec osób o przekonaniach lewicowych), ale również stopniowego rozwoju gospodarczego. Franco zachował także neutralność podczas II wojny światowej, ale zgodził się, aby ochotnicy hiszpańscy (La División Azul) walczyli na froncie wschodnim u boku Wehrmachtu.
W 1975 po śmierci Franco na tron powrócili Burbonowie, a konkretnie wnuk Alfonsa XIII – Jan Karol I. Ku zdziwieniu rodaków przeprowadził on demokratyzację i reformy. Nowa konstytucja z 1978 postawiła Hiszpanię wśród demokratycznych krajów europejskich. Wkrótce też przyjęto Hiszpanię do UE oraz NATO.

### Rządy ludowców
Wybory parlamentarne z marca 1996 przyniosły zmiany na scenie politycznej, bowiem rządząca przez 14 lat Hiszpańska Socjalistyczna Partia Robotnicza (PSOE) uległa Partii Ludowej (PP). Szefem rządu został Jose Maria Aznar. Nowy rząd zapoczątkował szereg reform m.in. neoliberalne reformy ekonomiczne, ograniczenie wydatków publicznych, zachęty dla prywatnych przedsiębiorców. Zwycięstwo prawicy, skłoniło terrorystyczną organizację ETA do wzmożonych wystąpień terrorystycznych. Kulminacją działalności było zamordowanie w lipcu 1997 zakładnika Miguela Angela Blanco. Terroryści z ETA przeprowadzali szereg zamachów bombowych w Hiszpanii. W związku z tym premier Aznar rozpoczął negocjacje z baskijskimi separatystami. Wynegocjowany rozejm nie trwał długo, bowiem w styczniu 2000 roku do przeprowadzenia zamachów za aresztowanie rebeliantów przyznali się właśnie etarras. Premier nakazał także aresztowanie członków partii Herri Batasuna, sympatyzującymi z ETA. Kolejne wybory z marca 2000 wygrali ponownie ludowcy, co zapewniło premierowi Aznarowi przedłużenie rządów jego gabinetu. Wybory doprowadziły do zwiększenia aktywności terrorystów. Premier był zobowiązany do podjęcia kolejnych kroków antyterrorystycznych oraz do zalegalizowania partii Herii Batasuna co nastąpiło w 2002 roku. Rządy Partii Ludowej wzmocniły Hiszpanię na arenie międzynarodowej. Po zamachach na WTC w 2001, Hiszpania poparła strategię USA na wojnę z terroryzmem oraz interwencję w Iraku, wysyłając do Afganistanu i Iraku swój kontyngent, którzy w Iraku znaleźli się pod dowództwem polskim. 11 marca 2004 doszło do zamachu terrorystycznego na madryckim dworcu kolejowym, wskutek czego zginęło 191 osób, a ponad 1800 odniosło rany. Rząd Aznara przed zbliżającymi się wyborami winą za zamach obarczył ETA. Z kolei śledztwo wskazało, że za zamachem stoi Al-Ka’ida.

### Rządy socjalistów
Na początku XXI wieku Hiszpania stała się jednym z najbardziej liberalnych krajów w Europie i na świecie (społeczeństwo, niegdyś tradycyjnie katolickie, coraz bardziej się laicyzuje). Wybory parlamentarne w 2004 wygrali socjaliści (PSOE), obwołując Jose Luisa Rodrigueza Zapatero szefem nowego rządu. Zapatero wycofał hiszpański kontyngent z Iraku, poparł Konstytucję dla Europy. W polityce wewnętrznej socjaliści przeprowadzili szereg reform, m.in. wzmocnienie socjalnych funkcji państwa, reformę szkolnictwa wyższego, ustawy cywilnoprawne, legalizację małżeństw osób tej samej płci. Zapatero zainicjował „politykę historyczną”, która potępiła okres hiszpańskiej wojny domowej (1936–1939) oraz rządy gen. Franco. Oficjalnie Kortezy (parlament) wystosował ustawę o pamięci narodowej w 2007 roku. Socjaliści przyjęli w maju 2005 rezolucję dotyczącą podjęcia negocjacji z ETA. W marcu 2006 ETA wydała oświadczenie, w którym zaprzestaje walki zbrojnej na rzecz dialogu. W czerwcu 2006 rząd Zapatero zainicjował rozmowy z separatystami, co wywołało niezadowolenie społeczeństwa hiszpańskiego wyrażone poprzez demonstracje i protesty. Mimo tego dialog wznowiono w październiku 2006 w Oslo. Rozmowy zostały przerwane przez zamach terrorystyczny 30 grudnia na madryckim lotnisku Barajas, w którym zginęły dwie osoby. W czerwcu 2006 Katalonia wywalczyła status autonomii. Socjaliści mimo nierozwiązania problemu baskijskiego, reinterpretacji XX-wiecznej historii, spowolnienia gospodarczego wygrali kolejne wybory parlamentarne z 9 maja 2008 roku. Jednak wybory do Europarlamentu z 2009 roku wygrała Partia Ludowa otrzymując 42,72% głosów, przy 39,33% poparciu socjalistów.

### Rządy ludowców

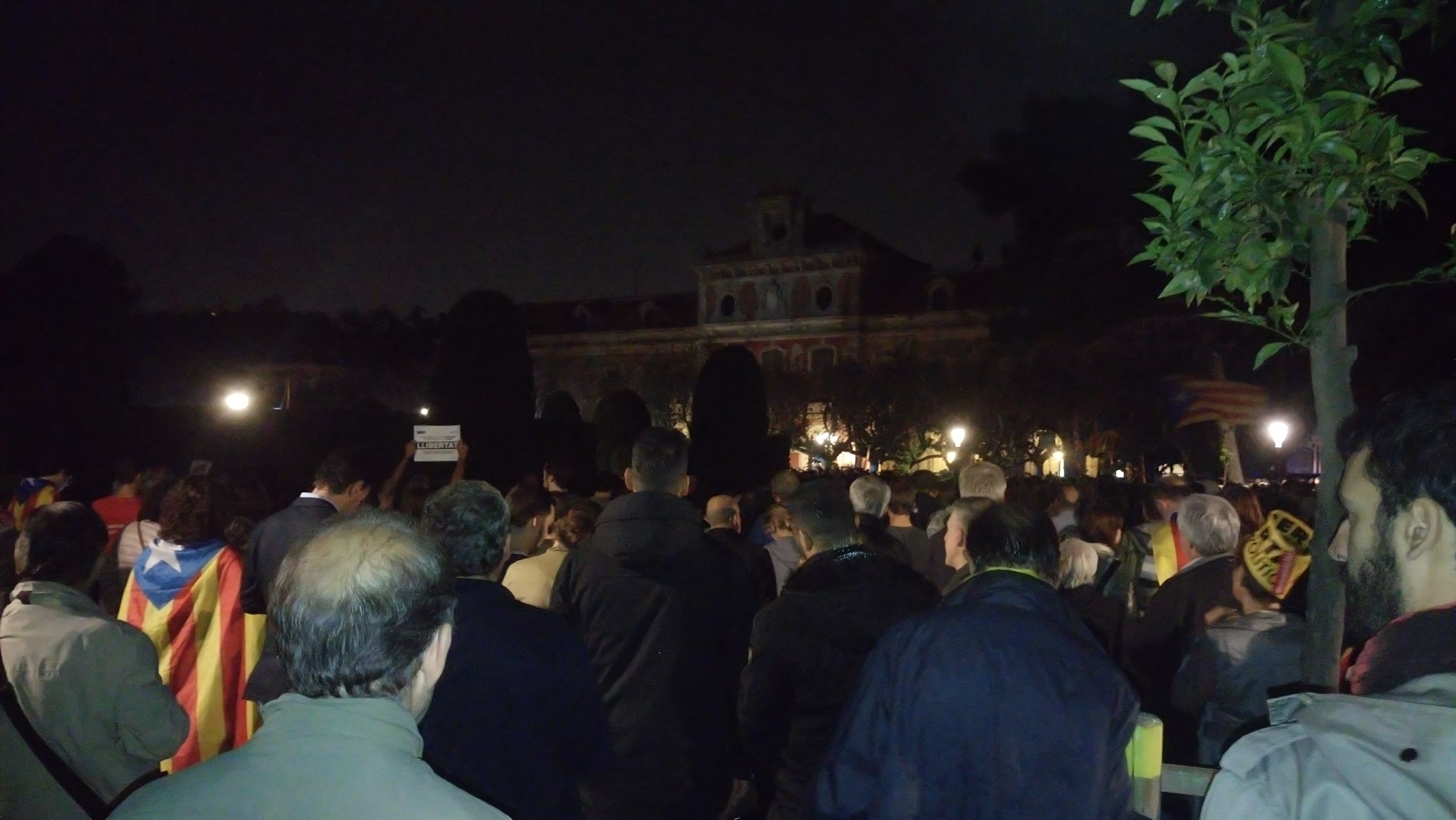
Protesty przed parlamentem Katalonii

Kryzys gospodarczy spowodował kolejne zmiany na hiszpańskiej scenie politycznej. Kolejne wybory z listopada 2011 roku przyniosły zwycięstwo centroprawicowej Partii Ludowej.
W latach 2010–2013 Hiszpanię nawiedził kryzys gospodarczy. W 2011 r. PKB kraju skurczyło się o 0,6%, w 2012 r. o 1,4%, a bezrobocie w 2013 r. wynosiło ponad 26%. Recesja gospodarcza przełożyła się na kryzys polityczny.
W wyborach w grudniu 2015 r. największe poparcie zdobyła rządząca dotychczas Partia Ludowa, jednak poparcie dla niej spadło na tyle, że nie była ona w stanie utworzyć samodzielnie rządu. Ustępujący premier Mariano Rajoy odmówił podjęcia się misji tworzenia rządu. Również żadna z trzech pozostałych głównych partii (PSOE, Obywatele, Podemos) nie zdołała powołać gabinetu. Po czterech miesiącach negocjacji król Filip VI ogłosił przyśpieszone wybory, które odbyły się w czerwcu, przynosząc wyniki podobne do poprzednich. Mariano Rajoy podjął próbę powołania rządu, jednak nie osiągnął sukcesu z powodu oporu przewodniczącego socjalistów Pedro Sáncheza.
17 sierpnia 2017 r. doszło do zamachów terrorystycznych w Katalonii. W jego wyniku zginęło 13 osób a 130 zostało rannych. Sprawcami zamachu byli islamscy ekstremiści.
6 września 2017 r. autonomiczny rząd kataloński, ogłosił na 1 października referendum w sprawie niepodległości Katalonii. Zapoczątkowało to tzw. Hiszpański kryzys konstytucyjny.